# Bila
Bila ou Bilah (em hebraico: בִּלְהָה, transl. Bilah, em hebraico tiberiano: Bilhāh, "hesitante", "tímida") foi uma matriarca bíblica, e, de acordo com o Livro de Gênesis, uma das servas de Labão, que ele ofereceu à sua filha Raquel, para ser sua serva, por ocasião do casamento de Raquel com Jacó. (Gên 29:29). Não conseguindo engravidar, Raquel teria entregue Bila a Jacó como concumbina, para que Bila gerasse filhos de Jacó. Bila teve dois filhos, Dan e Naftali.
Bila está enterrada na Tumba das Matriarcas em Tiberíades. No Livro de Crônicas, os irmãos de Simei teriam vivido em uma cidade chamada Bila e nos territórios vizinhos antes do reinado de Davi, possivelmente o nome dessa cidade é em homenagem a matriarca.

## Bila e Raquel
Isso se passou em Padã-Arã, situada na região do planalto setentrional da Mesopotâmia.
Bila ainda era menina quando foi dada a Raquel como serva. Bila, porém deixou a condição de serva ao se deitar com Jacó na permissão de Raquel, passando então a ser também uma das esposas de Jacó. Raquel, com o passar do tempo, mostrou ser estéril, ela deu Bila a Jacó como concubina, para que, por meio de sua serva, Raquel pudesse ter filhos, assim como Sara, esposa de Abraão, o havia feito. (Gênesis 16:2)

## Sua descendência

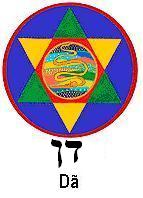
Símbolo da tribo de Dã

Símbolo da tribo de Naftali

Deste modo, Bila teve dois filhos, Dã e Naftali, cujos descendentes formaram duas das doze tribos de Israel. (Gênesis 30:3–8; Gênesis 35:25; I Crônicas 7:13) Quando Jacó voltou à terra de Canaã, Bila, junto com seus filhos, foi pessoalmente apresentada a Esaú, irmão gémeo de Jacó.
Bila é ancestral de pessoas importantes como Aisamaque, Aoliabe, Jeorão, Salum e principalmente, o filho de Manoá, Sansão.

## Bila e Rubem
Depois da morte de Raquel, os servos de Jacó retiraram a sua cama da tenda onde dormia todas as noites na companhia de sua esposa preferida, Raquel, e colocaram na tenda de Bila, acreditando que seria a vontade de Raquel por se mostrar ser muito afetiva a Bila, mas Jacó não quis dormir na tenda de Bila e de nenhuma de suas outras esposas; Jacó preferiu dormir sozinho na cama de sua saudosa amada, se consolando de sua grande dor e melancolia na perda de seu único e verdadeiro amor.   Rúben, o filho primogênito de Jacó e Lia, porém percebeu a rejeição de seu pai a suas esposas com seu luto longo e infinito e  então despertou desejos por Bila, esposa mais nova e mais formosa de seu pai, depois de Raquel. Numa certa noite, Rúben astuciosamente entrou na tenda de Bila se passando por Jacó, e se deitou com ela, mas logo pela manhã seu pai já havia descoberto a farsa, e Rúbem perde o direito de ter uma herança em dobro quando ele é acusado de adultério com Bila (veja Gênesis 35:22, Gênesis 49:3–4; Deuteronômio 21:17).

## Na visão rabínica
A maioria dos rabínicos interpretaram a história de maneira diferente, dizendo que o rompimento das camas de Bila e Jacó por Rúben não foi por causa do sexo com Bila. Enquanto Raquel estava viva, dizem esses rabinicos, Jacó manteve sua cama na tenda dela e visitou as outras esposas na delas. Quando Raquel morreu, Jacó mudou sua cama para a tenda de Bila, que foi orientado por Raquel, para manter a proximidade de sua esposa favorita. No entanto, Rúben, o mais velho de Lia, sentiu que este movimento menosprezou a sua mãe, que também era a primeira esposa, e por isso mudou a cama de Jacó para a tenda da sua mãe e removeu ou derrubou a de Bila. Essa invasão da privacidade de Jacó foi vista com tanta gravidade que a Bíblia a equipara ao adultério, e Rubem perdeu seu direito de primogênito a uma dupla herança. 

## Nos apócrifos
O Testamento apócrifo de Naftali diz que o pai de Bila e Zilpa se chamava Roteus. Ele foi levado ao cativeiro, mas resgatado por Labão, o pai de Raquel e Lia, que deu a Roteus uma esposa chamada Euna, que era sua mãe. 
Por outro lado, o primeiro comentário rabínico Pirke De-Rabbi Eliezer e outras fontes rabínicas (Midrash Rabbah e em outros lugares) afirmam que Bila e Zilpa também eram filhas de Labão, por meio de suas concubinas, tornando-as meias-irmãs de Raquel e Lia. 

## Árvore genealógica
|      |      |          |          |          |          |          |          |        |        |        |        |            |            |            |            | Terá       |            |      |      |      |      |                                                             |                                                             |                                                             |                                                             |                                                             |                                                             |  |  |               |               |               |               |               |               |       |       |                |                |                |                |                |                |          |          |                     |                     |                     |                     |                     |                     |          |          |          |          |  |  |
|      |      |          |          |          |          |          |          |        |        |        |        |            |            |            |            |            |            |      |      |      |      |                                                             |                                                             |                                                             |                                                             |                                                             |                                                             |  |  |               |               |               |               |               |               |       |       |                |                |                |                |                |                |          |          |                     |                     |                     |                     |                     |                     |          |          |          |          |  |  |
|      |      |          |          |          |          |          |          |        |        |        |        |            |            |            |            |            |            |      |      |      |      |                                                             |                                                             |                                                             |                                                             |                                                             |                                                             |  |  |               |               |               |               |               |               |       |       |                |                |                |                |                |                |          |          |                     |                     |                     |                     |                     |                     |          |          |          |          |  |  |
| Sara | Sara | Sara     | Sara     | Sara     | Sara     |          |          | Abraão | Abraão | Abraão | Abraão | Abraão     | Abraão     |            |            | Agar       | Agar       | Agar | Agar | Agar | Agar |                                                             |                                                             |                                                             |                                                             |                                                             |                                                             |  |  |               |               |               |               |               |               |       |       |                |                |                |                | Harã           | Harã           | Harã     | Harã     | Harã                | Harã                |                     |                     |                     |                     |          |          |          |          |  |  |
| Sara | Sara | Sara     | Sara     | Sara     | Sara     |          |          | Abraão | Abraão | Abraão | Abraão | Abraão     | Abraão     |            |            | Agar       | Agar       | Agar | Agar | Agar | Agar |                                                             |                                                             |                                                             |                                                             |                                                             |                                                             |  |  |               |               |               |               |               |               |       |       |                |                |                |                | Harã           | Harã           | Harã     | Harã     | Harã                | Harã                |                     |                     |                     |                     |          |          |          |          |  |  |
|      |      |          |          |          |          |          |          |        |        |        |        |            |            |            |            |            |            |      |      |      |      |                                                             |                                                             | Naor                                                        |                                                             |                                                             |                                                             |  |  |               |               |               |               |               |               |       |       |                |                |                |                |                |                |          |          |                     |                     |                     |                     |                     |                     |          |          |          |          |  |  |
|      |      |          |          |          |          |          |          |        |        |        |        |            |            |            |            |            |            |      |      |      |      |                                                             |                                                             |                                                             |                                                             |                                                             |                                                             |  |  |               |               |               |               |               |               |       |       |                |                |                |                |                |                |          |          |                     |                     |                     |                     |                     |                     |          |          |          |          |  |  |
|      |      |          |          |          |          |          |          |        |        |        |        | Ismael     | Ismael     | Ismael     | Ismael     | Ismael     | Ismael     |      |      |      |      |                                                             |                                                             |                                                             |                                                             |                                                             |                                                             |  |  |               |               |               |               | Milca         | Milca         | Milca | Milca | Milca          | Milca          |                |                | Ló             | Ló             | Ló       | Ló       | Ló                  | Ló                  |                     |                     | Iscá                | Iscá                | Iscá     | Iscá     | Iscá     | Iscá     |  |  |
|      |      |          |          |          |          |          |          |        |        |        |        | Ismael     | Ismael     | Ismael     | Ismael     | Ismael     | Ismael     |      |      |      |      |                                                             |                                                             |                                                             |                                                             |                                                             |                                                             |  |  |               |               |               |               | Milca         | Milca         | Milca | Milca | Milca          | Milca          |                |                | Ló             | Ló             | Ló       | Ló       | Ló                  | Ló                  |                     |                     | Iscá                | Iscá                | Iscá     | Iscá     | Iscá     | Iscá     |  |  |
|      |      |          |          |          |          |          |          |        |        |        |        |            |            |            |            |            |            |      |      |      |      |                                                             |                                                             |                                                             |                                                             |                                                             |                                                             |  |  |               |               |               |               |               |               |       |       |                |                |                |                |                |                |          |          |                     |                     |                     |                     |                     |                     |          |          |          |          |  |  |
|      |      |          |          |          |          |          |          |        |        |        |        |            |            |            |            |            |            |      |      |      |      |                                                             |                                                             |                                                             |                                                             |                                                             |                                                             |  |  |               |               |               |               |               |               |       |       |                |                |                |                |                |                |          |          |                     |                     |                     |                     |                     |                     |          |          |          |          |  |  |
|      |      |          |          |          |          |          |          |        |        |        |        | Ismaelitas | Ismaelitas | Ismaelitas | Ismaelitas | Ismaelitas | Ismaelitas |      |      |      |      | 7 filhos                                                    | 7 filhos                                                    | 7 filhos                                                    | 7 filhos                                                    | 7 filhos                                                    | 7 filhos                                                    |  |  | Betuel        | Betuel        | Betuel        | Betuel        | Betuel        | Betuel        |       |       | 1ª filha       | 1ª filha       | 1ª filha       | 1ª filha       | 1ª filha       | 1ª filha       |          |          |                     |                     |                     |                     | 2ª filha            | 2ª filha            | 2ª filha | 2ª filha | 2ª filha | 2ª filha |  |  |
|      |      |          |          |          |          |          |          |        |        |        |        | Ismaelitas | Ismaelitas | Ismaelitas | Ismaelitas | Ismaelitas | Ismaelitas |      |      |      |      | 7 filhos                                                    | 7 filhos                                                    | 7 filhos                                                    | 7 filhos                                                    | 7 filhos                                                    | 7 filhos                                                    |  |  | Betuel        | Betuel        | Betuel        | Betuel        | Betuel        | Betuel        |       |       | 1ª filha       | 1ª filha       | 1ª filha       | 1ª filha       | 1ª filha       | 1ª filha       |          |          |                     |                     |                     |                     | 2ª filha            | 2ª filha            | 2ª filha | 2ª filha | 2ª filha | 2ª filha |  |  |
|      |      |          |          |          |          |          |          |        |        |        |        |            |            |            |            |            |            |      |      |      |      |                                                             |                                                             |                                                             |                                                             |                                                             |                                                             |  |  |               |               |               |               |               |               |       |       |                |                |                |                |                |                |          |          |                     |                     |                     |                     |                     |                     |          |          |          |          |  |  |
|      |      |          |          |          |          |          |          |        |        |        |        |            |            |            |            |            |            |      |      |      |      |                                                             |                                                             |                                                             |                                                             |                                                             |                                                             |  |  |               |               |               |               |               |               |       |       |                |                |                |                |                |                |          |          |                     |                     |                     |                     |                     |                     |          |          |          |          |  |  |
|      |      | Isaque   | Isaque   | Isaque   | Isaque   | Isaque   | Isaque   |        |        | Rebeca | Rebeca | Rebeca     | Rebeca     | Rebeca     | Rebeca     |            |            |      |      |      |      |                                                             |                                                             |                                                             |                                                             |                                                             |                                                             |  |  |               |               | Labão         | Labão         | Labão         | Labão         | Labão | Labão |                |                | Moabitas       | Moabitas       | Moabitas       | Moabitas       | Moabitas | Moabitas |                     |                     | Amonitas            | Amonitas            | Amonitas            | Amonitas            | Amonitas | Amonitas |          |          |  |  |
|      |      | Isaque   | Isaque   | Isaque   | Isaque   | Isaque   | Isaque   |        |        | Rebeca | Rebeca | Rebeca     | Rebeca     | Rebeca     | Rebeca     |            |            |      |      |      |      |                                                             |                                                             |                                                             |                                                             |                                                             |                                                             |  |  |               |               | Labão         | Labão         | Labão         | Labão         | Labão | Labão |                |                | Moabitas       | Moabitas       | Moabitas       | Moabitas       | Moabitas | Moabitas |                     |                     | Amonitas            | Amonitas            | Amonitas            | Amonitas            | Amonitas | Amonitas |          |          |  |  |
|      |      |          |          |          |          |          |          |        |        |        |        |            |            |            |            |            |            |      |      |      |      |                                                             |                                                             |                                                             |                                                             |                                                             |                                                             |  |  |               |               |               |               |               |               |       |       |                |                |                |                |                |                |          |          |                     |                     |                     |                     |                     |                     |          |          |          |          |  |  |
|      |      |          |          |          |          |          |          |        |        |        |        |            |            |            |            |            |            |      |      |      |      |                                                             |                                                             |                                                             |                                                             |                                                             |                                                             |  |  |               |               |               |               |               |               |       |       |                |                |                |                |                |                |          |          |                     |                     |                     |                     |                     |                     |          |          |          |          |  |  |
|      |      | Esaú     | Esaú     | Esaú     | Esaú     | Esaú     | Esaú     |        |        | Jacó   | Jacó   | Jacó       | Jacó       | Jacó       | Jacó       |            |            |      |      |      |      |                                                             |                                                             |                                                             |                                                             |                                                             |                                                             |  |  |               |               |               |               |               |               |       |       |                |                |                |                |                |                |          |          |                     |                     |                     |                     | Raquel              | Raquel              | Raquel   | Raquel   | Raquel   | Raquel   |  |  |
|      |      | Esaú     | Esaú     | Esaú     | Esaú     | Esaú     | Esaú     |        |        | Jacó   | Jacó   | Jacó       | Jacó       | Jacó       | Jacó       |            |            |      |      |      |      |                                                             |                                                             |                                                             |                                                             |                                                             |                                                             |  |  |               |               |               |               |               |               |       |       |                |                |                |                |                |                |          |          |                     |                     |                     |                     | Raquel              | Raquel              | Raquel   | Raquel   | Raquel   | Raquel   |  |  |
|      |      |          |          |          |          |          |          |        |        |        |        |            |            |            |            |            |            |      |      |      |      |                                                             |                                                             |                                                             |                                                             |                                                             |                                                             |  |  |               |               |               |               |               |               |       |       |                |                |                |                | Bila           |                |          |          |                     |                     |                     |                     |                     |                     |          |          |          |          |  |  |
|      |      |          |          |          |          |          |          |        |        |        |        |            |            |            |            |            |            |      |      |      |      |                                                             |                                                             |                                                             |                                                             |                                                             |                                                             |  |  |               |               |               |               |               |               |       |       |                |                |                |                |                |                |          |          |                     |                     |                     |                     |                     |                     |          |          |          |          |  |  |
|      |      | Edomitas | Edomitas | Edomitas | Edomitas | Edomitas | Edomitas |        |        |        |        |            |            |            |            |            |            |      |      |      |      |                                                             |                                                             |                                                             |                                                             |                                                             |                                                             |  |  |               |               |               |               | Zilpa         | Zilpa         | Zilpa | Zilpa | Zilpa          | Zilpa          |                |                |                |                |          |          |                     |                     |                     |                     |                     |                     |          |          |          |          |  |  |
|      |      |          | Edomitas | Edomitas | Edomitas | Edomitas | Edomitas |        |        |        |        |            |            |            |            |            |            |      |      |      |      |                                                             |                                                             |                                                             |                                                             |                                                             |                                                             |  |  |               |               |               |               | Zilpa         | Zilpa         | Zilpa | Zilpa | Zilpa          | Zilpa          |                |                |                |                |          |          |                     |                     |                     |                     |                     |                     |          |          |          |          |  |  |
|      |      |          |          |          |          |          |          |        |        |        |        |            |            |            |            |            |            |      |      |      |      |                                                             |                                                             |                                                             |                                                             | Lia                                                         |                                                             |  |  |               |               |               |               |               |               |       |       |                |                |                |                |                |                |          |          |                     |                     |                     |                     |                     |                     |          |          |          |          |  |  |
|      |      |          |          |          |          |          |          |        |        |        |        |            |            |            |            |            |            |      |      |      |      |                                                             |                                                             |                                                             |                                                             |                                                             |                                                             |  |  |               |               |               |               |               |               |       |       |                |                |                |                |                |                |          |          |                     |                     |                     |                     |                     |                     |          |          |          |          |  |  |
|      |      |          |          |          |          |          |          |        |        |        |        |            |            |            |            |            |            |      |      |      |      |                                                             |                                                             |                                                             |                                                             |                                                             |                                                             |  |  |               |               |               |               |               |               |       |       |                |                |                |                |                |                |          |          |                     |                     |                     |                     |                     |                     |          |          |          |          |  |  |
|      |      |          |          |          |          |          |          |        |        |        |        |            |            |            |            |            |            |      |      |      |      | 1.Rúben 2.Simeão 3.Levi 4.Judá 9.Issacar 10.Zebulom 11.Diná | 1.Rúben 2.Simeão 3.Levi 4.Judá 9.Issacar 10.Zebulom 11.Diná | 1.Rúben 2.Simeão 3.Levi 4.Judá 9.Issacar 10.Zebulom 11.Diná | 1.Rúben 2.Simeão 3.Levi 4.Judá 9.Issacar 10.Zebulom 11.Diná | 1.Rúben 2.Simeão 3.Levi 4.Judá 9.Issacar 10.Zebulom 11.Diná | 1.Rúben 2.Simeão 3.Levi 4.Judá 9.Issacar 10.Zebulom 11.Diná |  |  | 7.Gade 8.Aser | 7.Gade 8.Aser | 7.Gade 8.Aser | 7.Gade 8.Aser | 7.Gade 8.Aser | 7.Gade 8.Aser |       |       | 5.Dã 6.Naftali | 5.Dã 6.Naftali | 5.Dã 6.Naftali | 5.Dã 6.Naftali | 5.Dã 6.Naftali | 5.Dã 6.Naftali |          |          | 12.José 13.Benjamim | 12.José 13.Benjamim | 12.José 13.Benjamim | 12.José 13.Benjamim | 12.José 13.Benjamim | 12.José 13.Benjamim |          |          |          |          |  |  |